# Divisões administrativas em 1975
Nesta página encontrará referências aos acontecimentos directamente relacionados com a regiões administrativas ocorridos durante o ano de 1975.

## Eventos
- 15 de Março - No Brasil, o estado da Guanabara funde-se com o do Rio de Janeiro.
- 16 de Maio - Reforma administrativa na Escócia introduz as regiões